# Liber Veritatis

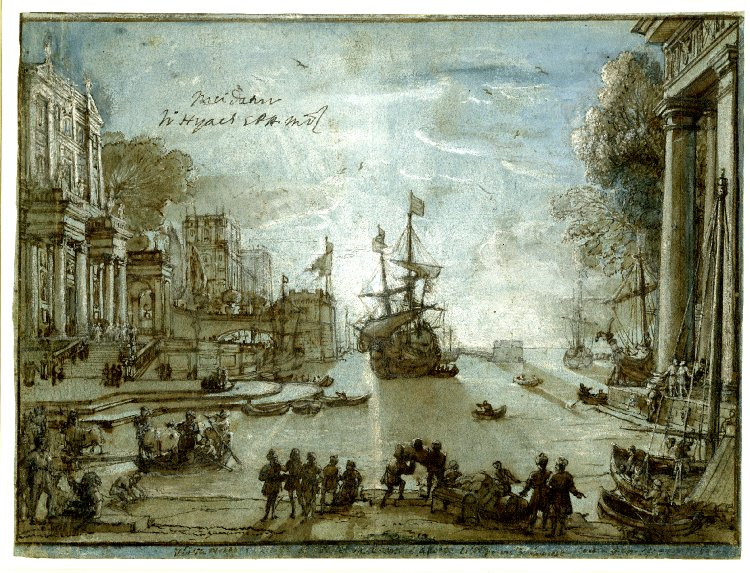
Liber Veritatis registro de Vista de puerto con Ulises trayendo de vuelta a Criseida con su padre (de acuerdo con Homero)

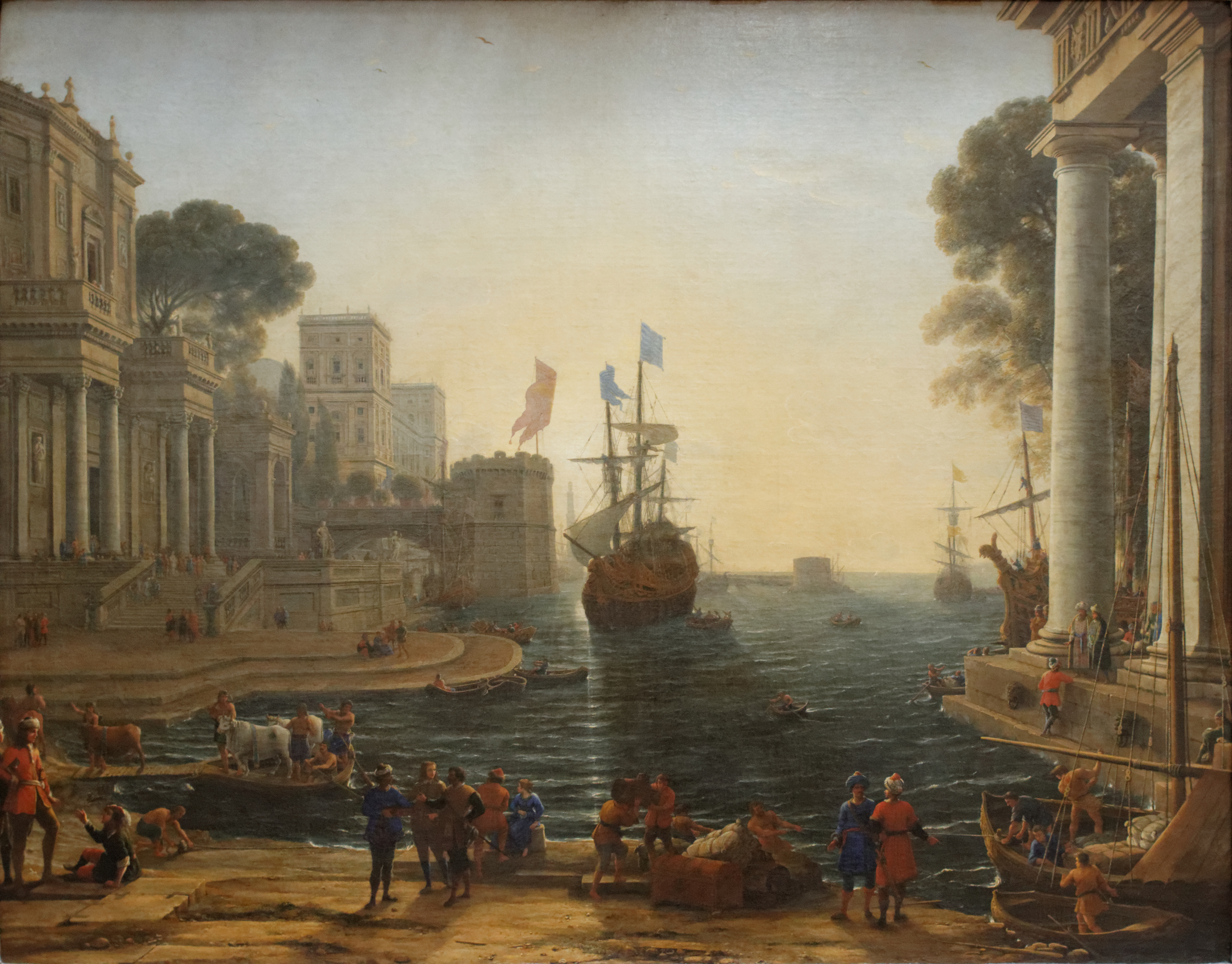
La pintura, en el Louvre, 1644

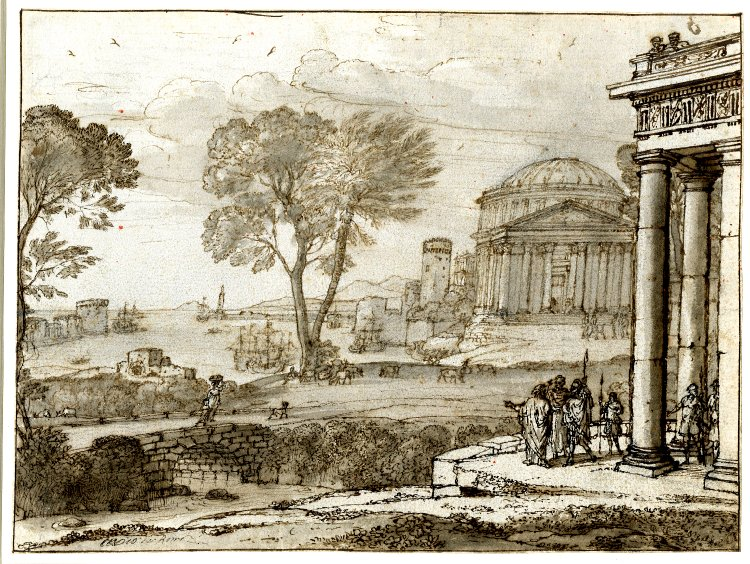
LV 179, para el cuadro ver más abajo

El Liber Veritatis, o Libro de la Verdad en latín, es un libro de dibujos en el que Claude Lorrain recogió un registro de sus obras completas.  Claude Lorrain, que trabajó como pintor de paisajes en Roma, comenzó a llevar este registro en 1635/6, cuando empezó a alcanzar un elevado éxito, y lo mantuvo hasta su muerte en 1682. El libro, que se encuentra actualmente en el Museo Británico, fue propiedad de los Duques de Devonshire desde la década de 1720 hasta 1957. Fue reproducido en forma impresa entre 1774 y 1777 por Richard Earlom y tuvo una influencia considerable en la pintura de paisajes británica.  El título Liber Veritatis fue inventado, al parecer, para referirse a estas reproducciones, pero ahora también es utilizado para referirse al original.
Los dibujos, como la mayor parte de los de Claude Lorraine, combina lápiz y acuarela, esta última marrón o gris y a menudo ambos. Hay frecuentes toques de luz añadidos con gouache blanco y, con menos frecuencia, toques en otros colores, como oro y azul.
El libro original era un libro de esbozos formado por grupos alternos de páginas blancas y azules, divididos en cuatro, con un medio de página de 19,4 por 25,7 cm. Claude Lorraine empezó con un autorretrato y luego usó una página para cada pintura, apuntando generalmente algunos detalles en el revés del dibujo: un número de referencia, una signatura, el nombre del comitente y de dónde era (si no era local), y a menudo una nota del tema. Después de algunos años, comenzó a añadir fechas. Hay 195 pinturas recogidas así. Posteriormente el libro tuvo añadidos y fue reencuadernado. Hay dos índices manuscritos, de los que al menos el primero se considera actualmente escrito por Claude Lorrain.
Un registro así de la obra de un artista es excepcionalmente tanto en este como en anteriores periodos y ha sido de extraordinaria ayuda para los estudiosos; para referirse a los dibujos, las obras dedicadas a las pinturas usan una notación como esta: "LV 123". Claude Lorrain pidió a su biógrafo Filippo Baldinucci, a quien mostró el libro al final de sus días, que conservara este registro como una defensa contra otros pintores que pretendían hacer pasar su trabajo como si fuera suyo, tal y como había comenzado a pasar cuándo lo empezó.  Los dibujos fueron haciéndose cada vez más elaborados con el paso de los años, hasta que "el libro se convirtió en su más preciada posesión y virtualmente un fin en sí mismo como obra de arte".

## De la pintura al dibujo

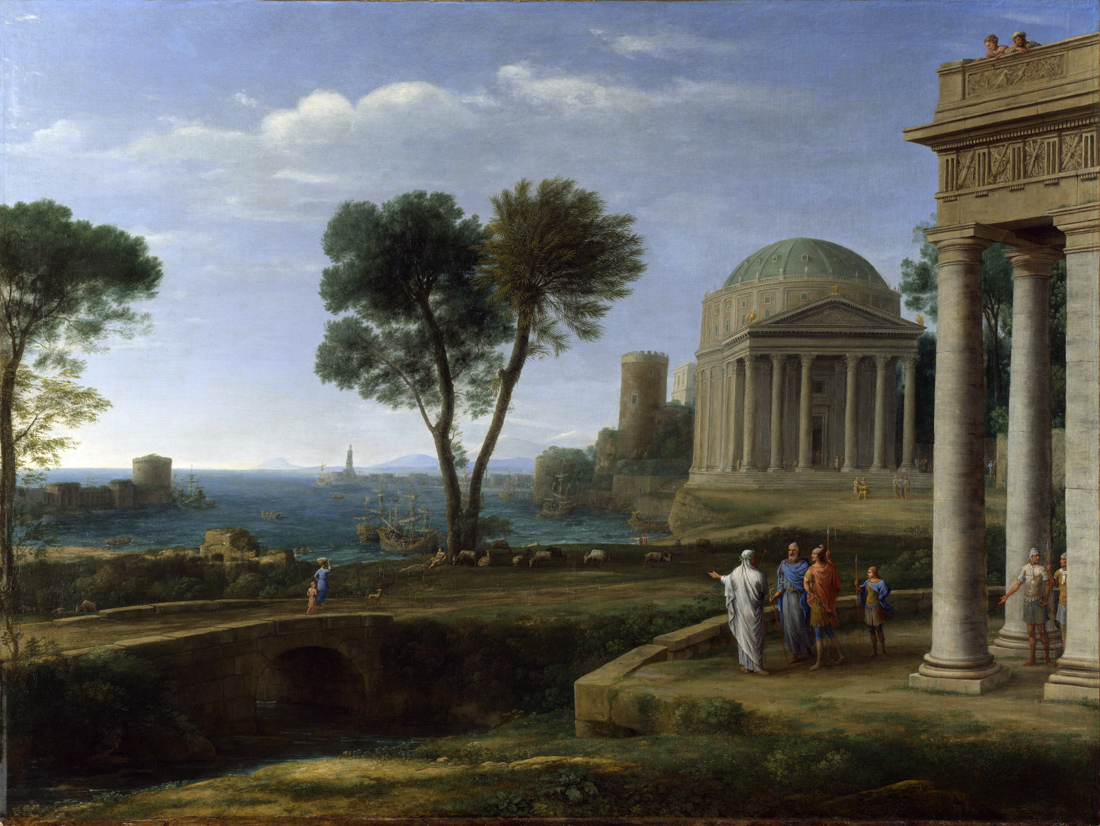
Paisaje con Eneas en Delos, The National Gallery, 1672

Los dibujos del Liber Veritatis son registros de obras terminadas, el reverso de los esbozos preparatorios y de los modelli con frecuencia utilizados por Claude Lorraine y otros artistas antes de o mientras pintaban. Estos dibujos con fines de guardar un registro son generalmente difíciles de distinguir de los dibujos preparatorios. La última pintura de Claude, Paisaje con Ascanio asaeteando el ciervo de Silvia (1682, Museo Ashmolean, Oxford) no está del todo acabado y no aparece en el libro; ello hace suponer que aún estaba en el caballete en el momento de su muerte, y por eso no se había hecho aún el dibujo para el libro.
Las páginas del libro de esbozos se llenaron con los dibujos, utilizando un formato de "retrato" o "apaisado" según fuera necesario. En consecuencia, las composiciones se encuentran a menudo ligeramente comprimidas o extendidas en relación con las pinturas para ajustarse a la relación de aspecto del libro.  Por lo general, las composiciones son copias muy fieles de los originales, y la fidelidad aumenta aún más a medida que la serie de dibujos avanza. Aun así, y por cuanto hace en particular a los detalles del follaje, hay a veces adaptaciones libres.  El Paisaje con Hagar y el Ángel que se encuentra en la National Gallery de Londres (NG 61, fechado el 1646) parece corresponderse con el registro LV 106, pero mientras la pintura tiene un formato "de retrato" vertical, el dibujo presenta un formato "apaisado" horizontal. En el dibujo están alterados algunos detalles, y la montaña en el centro y la vegetación de ambos lados están ampliados.
No están todas las pinturas actualmente atribuidas a Claude Lorrain. Aunque se empezó en 1635, las actualizaciones del libro durante los primeros dos años fueron un tanto erráticas. Los trabajos menores y las segundas versiones sobre un mismo tema, que Claude Lorrain pintaba con frecuencia, faltan muchas veces.  La serie fue empezada aparentemente en hojas sueltas, pero al poco tiempo el autor las encuadernó junto con otras muchas hojas en blanco como un libro. El libro original aparentemente se terminó con LV 185 el 25 de marzo de 1675, de acuerdo con la nota de Claude Lorraine en el revés de la página, pero posteriormente se añadieron más hojas.

## Historia
En su testamento, Claude Lorrain legó el libro a su hija adoptiva Agnese, quien se cree que era su hija biológica, tenida con una criada. Parece que Agnese murió hacia 1716 y que el libro pasó a Joseph, sobrino del artista.  Se encontraba en París alrededor de 1717, cuando parece que se añadió un segundo índice en francés, registrando los dueños de las pinturas en ese momento.  Debió ser nuevamente encuadernado en esta época. El libro fue comprado por William Cavendish, 2º Duque de Devonshire, en los primeros años de la década de 1720. Probablemente se conservó en la Devonshire House en Londres, donde fue visto por Gustav Friedrich Waagen en 1835. Sin embargo, los artistas no tuvieron fácil acceso a él, por lo que la versión impresa fue una revelación en el mundillo de la floreciente pintura de paisajes inglesa.  Este periodo largo de acceso limitado permitió mantener los dibujos en condiciones excepcionalmente buenas, a pesar de la finura del papel.

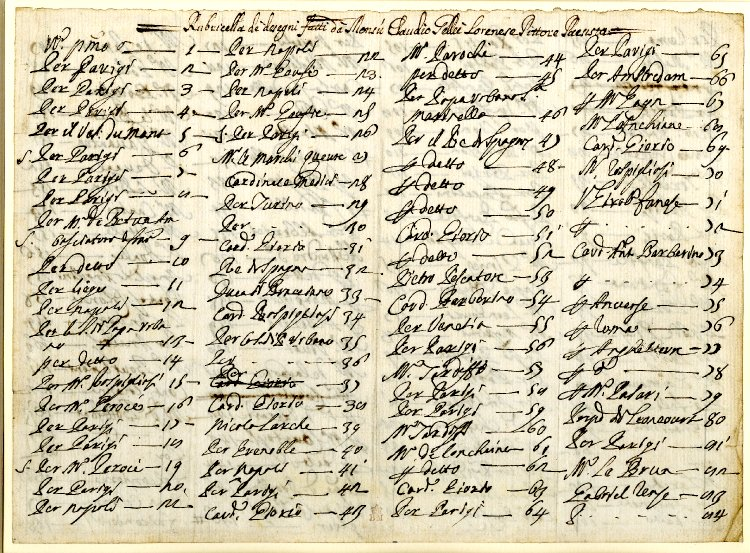
Una de las páginas del índice, indicando los dueños de las pinturas

Hacia finales del siglo XVIII el libro había sido desmontado y las hojas enmarcadas individualmente y nuevamente encuadernadas. Se quitaron los marcos, hechos de papel de manualidades, a fin de que pudieran verse los reveses de las hojas. Asimismo, se añadieron cinco dibujos más de Claude Lorraine para llegar a los 200.
Hacia 1850 el libro había sido trasladado a Chatsworth House en Derbyshire, la casa de campo de los Devonshire.  En 1957 fue entregado al Estado como parte del pago del impuesto de sucesiones tras la muerte del 9.º Duque, siendo depositado en el Museo británico. Se presentó mediante fotografías de algunas de sus páginas en la primera gran exposición de Claude Lorraine en 1969 (en Newcastle-upon-Tyne y en Londres) "en parte por motivos de seguridad y de costes" y porque solo se podría haber mostrado una página. En la década de 1970 fue desmontado y las páginas se enmarcaron individualmente; las páginas posteriormente han sido prestadas a varias exposiciones.

## Reproducciones

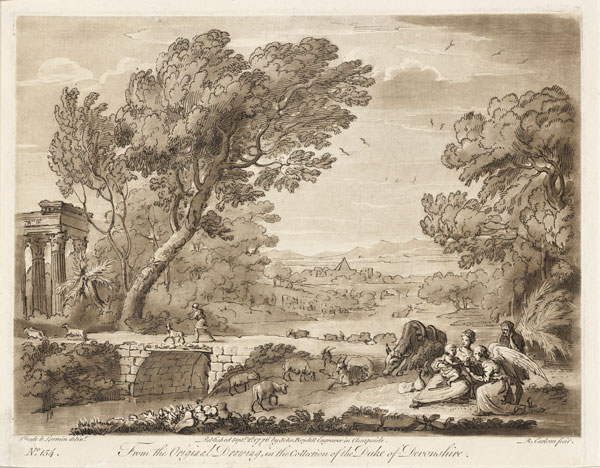
Earlom Impresión de LV 154, 1776

Richard Earlom, uno de los principales impresores de estampas inglés, fue encargado por John Boydell de copiar los 200 dibujos como impresiones, las cuales fueron publicadas de 1774 a 1777, cuando se publicó una edición recopilatoria en dos volúmenes bajo el nombre de Liber Veritatis. O, Una Colección de Doscientas Impresiones, de Acuerdo con los Diseños Originales de Claude le Lorrain, en la Colección de Su Gracia el Duque de Devonshire, Realizada por Richard Earlom, en la Manera y Gusto de los Dibujos.... con la inscripción en los reveses, un "catálogo descriptivo de cada impresión" y el dueño actual, cuando era conocido.  Se añadió un volumen posterior de 100 impresiones de otros dibujos de Claude Lorrain procedentes de varias colecciones británicas en 1819, también utilizando "Liber Veritatis" como su título.
Las impresiones usaron aguafuerte para las líneas dibujadas por Claude Lorraine con lápiz y grabado a media tinta para las acuarelas, consiguiendo así una buena reproducción de los originales. Se usó para todas tinta marrón sobre papel blanco, a pesar de que la mitad de las páginas originales eran azules.  Las impresiones tuvieron un éxito enorme, fueron reimpresas y las planchas mejoradas para dar lugar a unas reproducciones aún más detalladas. Eran recomendadas por los profesores de dibujo como modelos para copiar, e influyeron, muy especialmente, en la técnica de acuarelistas ingleses, por ejemplo Francis Towne.
Un nuevo juego de reproducciones completo del Liber Veritatis, realizado por Ludovico Caracciolo, fue publicado en Roma en 1815. Caracciolo era un paisajista italiano, que recibió el mecenazgo de Elizabeth Foster, la segunda duquesa del 5.º Duque de Devonshire, quién se trasladó a Roma tras enviudar en 1811.  Todas las páginas fueron reproducidas en un libro sobre el Liber Veritatis de Michael Kitson, y todos se encuentran actualmente disponibles en línea en el sitio web del Museo británico.

El Liber Veritatis inspiró a J.M.W. Turner para reunir su Liber Studiorum (en latín: Book of Studies en latín, una colección de 71 impresiones de sus pinturas y acuarelas impresas de 1807 a 1819.  Algunos artistas posteriores adoptaron el nombre Liber Veritatis para sus propios registros de dibujos de sus obras, incluyendo a Andreas Schelfhout (1787–1870), un paisajista neerlandés, y al pintor suizo Eugène Burnand (1850–1921). 

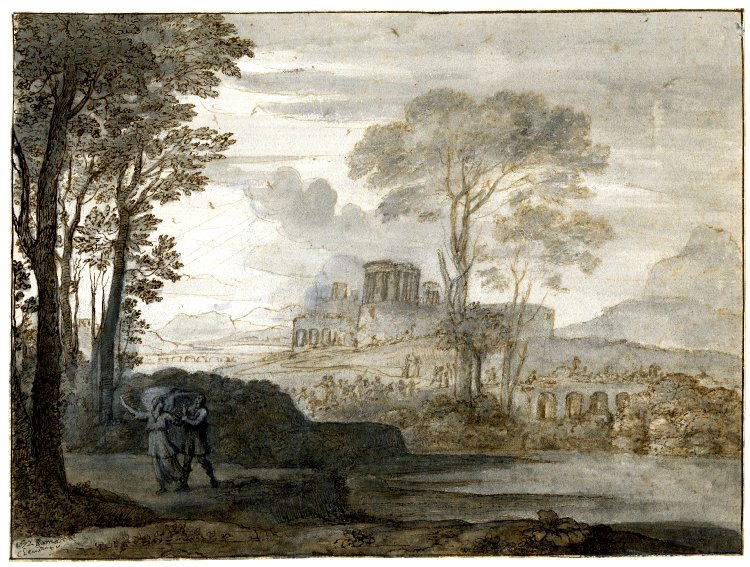
Dibujo de una pintura depositada en el Museo del Hermitage
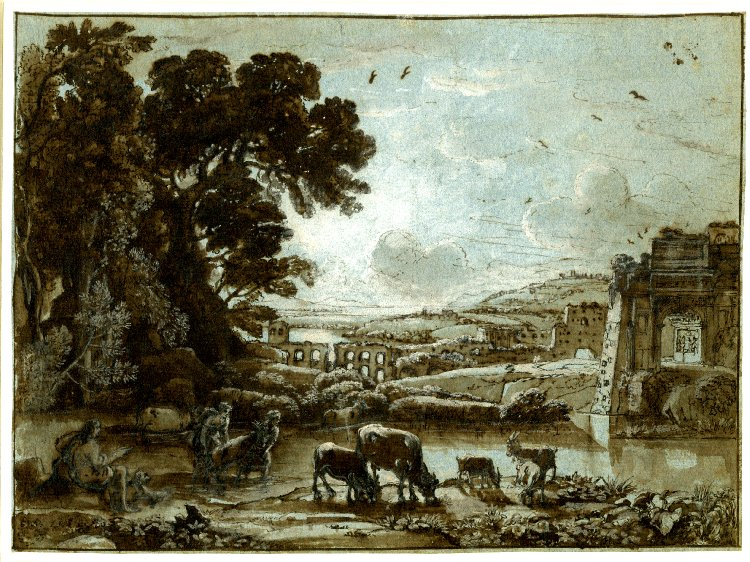
Dibujo de paisaje pastoril con el Arco de Tito en Longford Castle
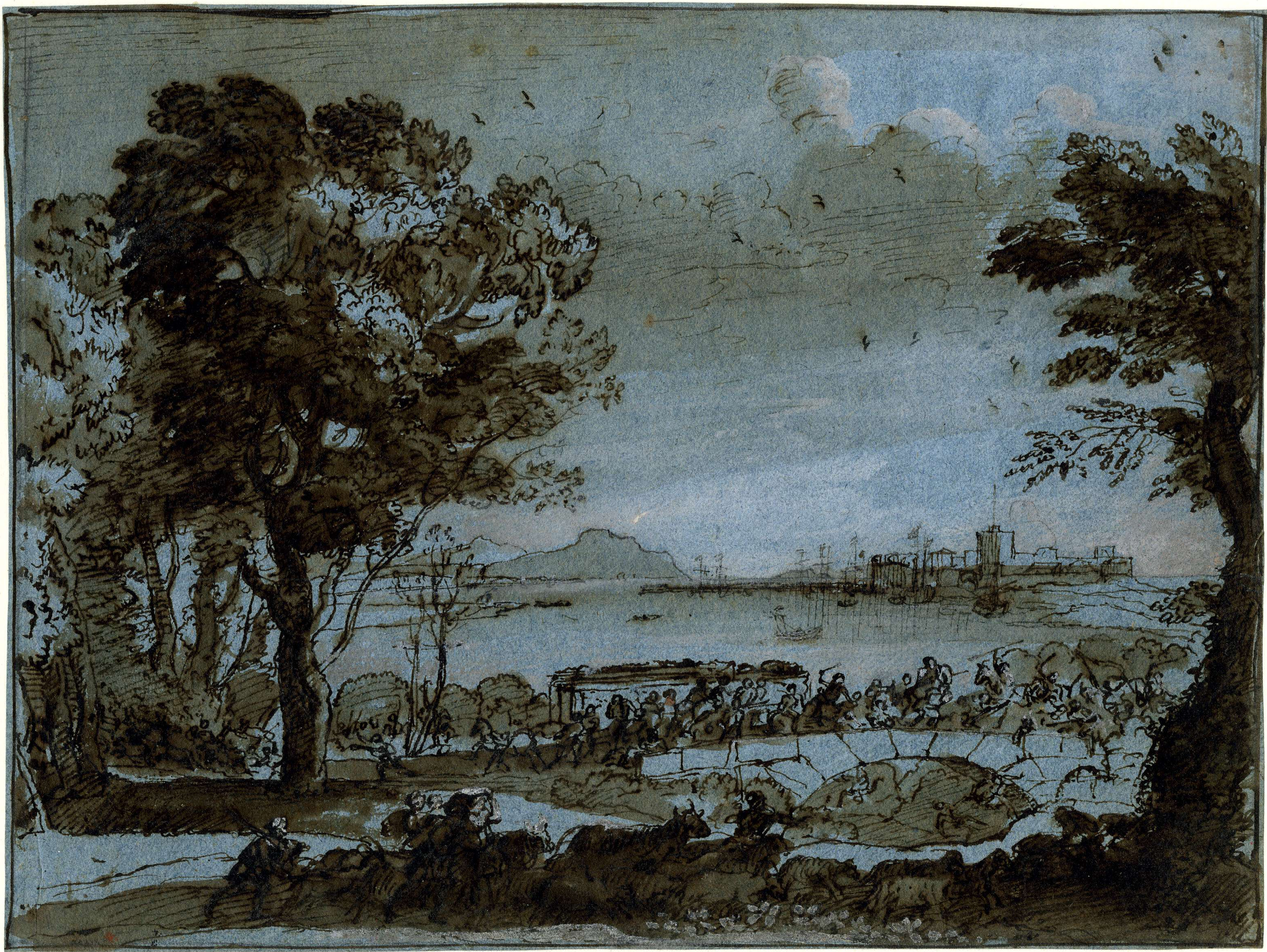
LV 137, escena de Costa con una batalla en un puente, del que pintó dos versiones conocidas (una de ellas depositada en el Museo Pushkin).
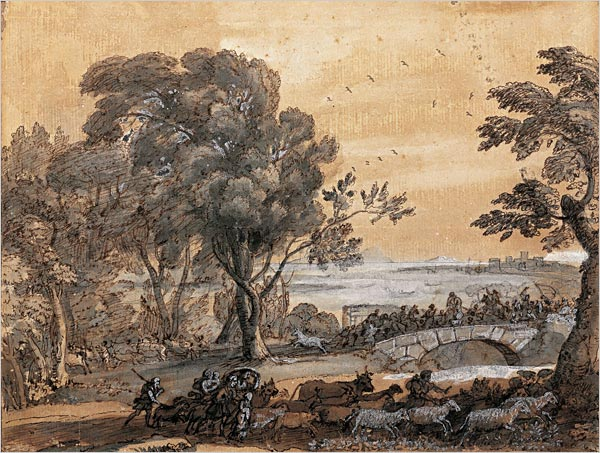
Otro dibujo, que no se encuentra en el libro, de la misma pintura

## Para saber más
- Kitson, Michael. 1978. Claude Lorrain, Liber Veritatis. Publicaciones del Museo británico, Londres.